# 차트라파티 시바지역

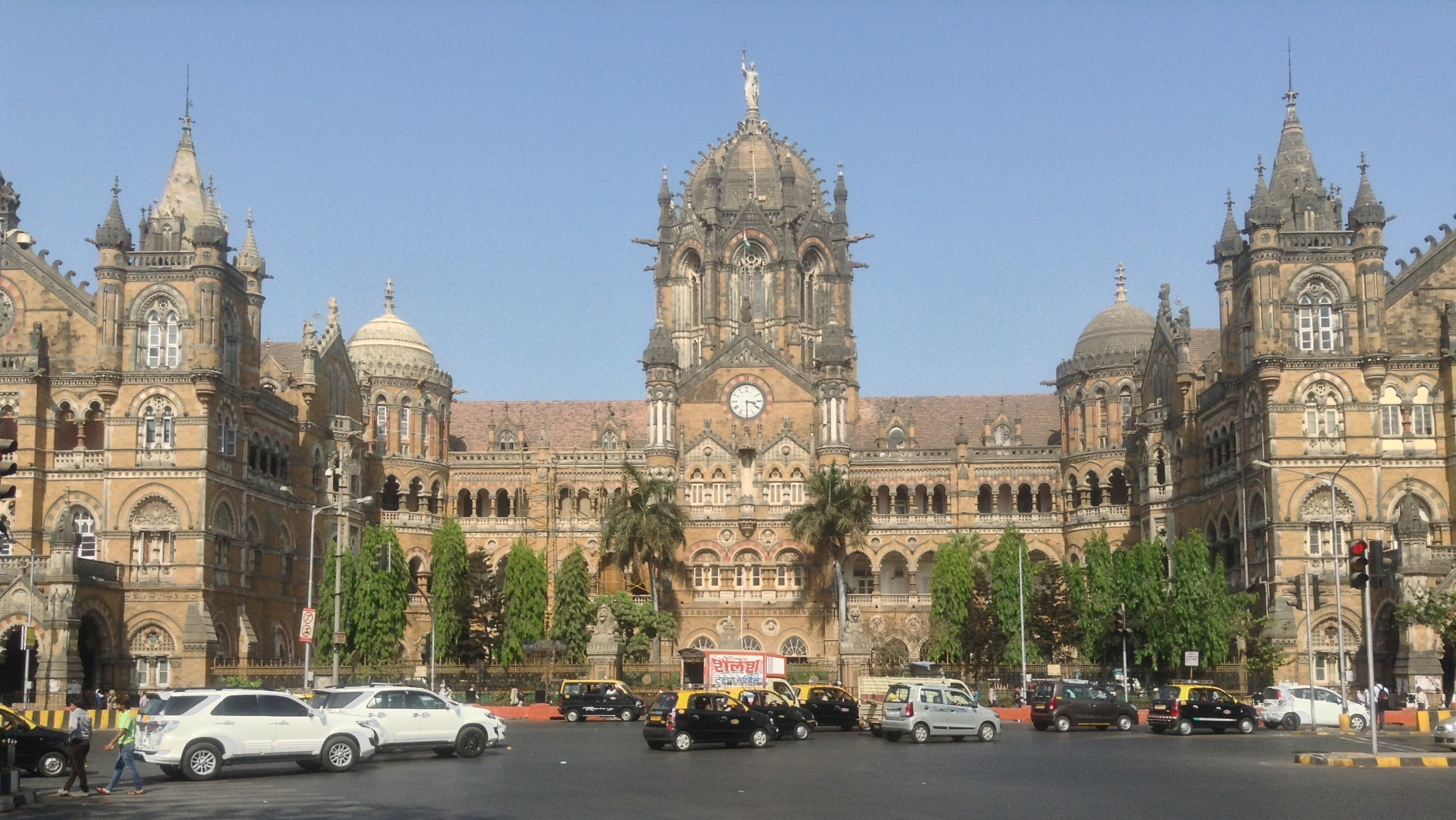

차트라파티 시바지역 또는 차트라파티 시바지 터미널(Chhatrapati Shivaji Terminus)은 인도 마하라슈트라주 뭄바이의 역사적인 철도역이자 유네스코 세계유산이다. 뭄바이의 역 코드는 CSMT/ST이다.
이 터미널은 영국 태생의 건축 공학자 프레데릭 윌리엄 스티븐스가 디자인했으며 초기 디자인은 이탈리안 고딕 스타일로 악셀 헤이그가 맡았다. 1878년 건축이 시작되어 1887년 완공되었다.
1996년 이 역의 이름은 17세기의 왕 시바지의 이름을 따서 빅토리아 터미널에서 차트라파티 시바지역으로 변경되었다.